# Eritrejski narodnooslobodilački front
Eritrejski narodnooslobodilački front (Tigrinja jezik: ህዝባዊ ደሞክራስያዊ ግንባር ኤርትራ, ህደግኤ, (arap.|الجبهة الشعبية لتحرير إريتريا), (tal. Fronte Popolare di Liberazione Eritreo), (engl. Eritrean People’s Liberation Front, EPLF), bio je oružani pokret koji se borio za neovisnost i otcjepljenje Eritreje od Etiopije. Eritrejski narodnooslobodilački front kasnije mijenja ime u Narodni front za demokraciju i pravdu i to je jedina stranka koja je do sada davala mandat eritrejskoj vladi.

## Razvoj
Eritrejski narodnooslobodilački front se kao dominirajuća kršćanska frakcija otcjepio 1970-ih od muslimansko-kršćanskog Eritrejskog oslobodilačkog fronta, iako su obje grupe bile marksistički orijentirane. Od 1972. do 1974. ove dvije skupine ratuju međusobno. Kada se EPLF 1978. povlači u oblast Saaxil, dolazi ponovno do sukoba između ove dvije grupe što dovodi do povlačenja Eritrejskog oslobodilačkog pokreta u susjedni Sudan.
EPLF započinje 1988. ofenzivu u pravcu juga. Uz pomoć etiopske opozicije i Tigre Narodnooslobodilačkog fronta (TPLF; čini današnju vladu u Etiopiji) početkom 1991. pobjeđuje u nekoliko borbi protiv etiopske vojske. EPLF zauzima Asmaru 22. svibnja 1991. i tim činom se završava Eritrejski rat za nezavisnost. Posebnost EPLF-a je bila jednakost spolova unutar organizacije. Tako su oko 30% boraca činile žene.

## Generalni sekretari
Generalni sekretari Eritrejskog narodnooslobodilačkog fronta (EPLF):
| Generalni sekretar   | Početak mandata | Kraj mandata |
| -------------------- | --------------- | ------------ |
| Isayas Afewerki      | 1971.           | 1977.        |
| Romedan Mohammed Nur | 1977.           | 1987.        |
| Isayas Afewerki      | 1987.           | 1994.        |

## Vanjske poveznice
- Službena stranica